# 2人の子供の性別問題
2人の子供の性別問題（ふたりのこどものせいべつもんだい）は、確率論におけるいろいろな疑問を取り込んでいて、2人の子供問題または男の子と女の子のパラドックス（英: boy or girl paradox）としても知られている。英語では「スミス氏の子供たち」 および「スミス夫人問題」ともいう。この問題の最初の定式化は、少なくとも1959年までさかのぼる。マーチン・ガードナーが1959年10月の『サイエンティフィック・アメリカン』のコラム「数学ゲーム」でこの問題を取り上げた。彼はそれを「2人の子供問題」と名付け、次のとおりにパラドックスを表現した。
- ジョーンズ氏には2人の子供がいる。上の子は女の子である。2人の子供が女の子である確率はどれだけか?
- スミス氏には2人の子供がいる。少なくとも1人は男の子である。2人の子供が男の子である確率はどれだけか?

ガードナーは当初、それぞれ ⁠1/2 と 1/3 という答えを出したが、後に2番目の質問が曖昧であることを認めた。2番目の答えは、情報「少なくとも1人は男の子である」が得られた過程に応じて、1/2 になる可能性がある。きっちりした言葉遣いや想定される仮定による曖昧さが Maya Bar-Hillel と Ruma Falk、および Raymond S. Nickerson によって確認された。
この質問の他のバリエーションは、さまざまな程度の曖昧さを伴いながら、雑誌『Parade』掲載のマリリン・ヴォス・サヴァント (Marilyn vos Savant) のコラム "マリリンに聞け"と、John Tierney の『ニューヨーク・タイムズ』 の記事、Leonard Mlodinow の書籍『The Drunkard's Walk』 によって普及した。ある科学的研究によると、同一の情報を伝える場合に、異なる点を強調する異なる部分的に曖昧な言葉遣いで伝えたとき、1/2 と答えた経営学修士の学生の割合が 85% から 39% に変化した。
このパラドックスは、多くの論争を起こした。このパラドックスは、2つの質問の問題設定が類似しているかどうかに起因する。直観的な答えは ⁠1/2 である。質問によって読者が2番目の子供の性別に2つの可能性 (男の子と女の子) が等しく、これらの結果の確率は条件付きではなく絶対的であると信じるように導く場合、これが直観的な答えになる。

第2の質問の2つの解釈は 2a と 2b に示されていて、それぞれの確率は網掛けのセルと枠囲いのセルとの比率である。

## 一般的な仮定
まず、すべての可能性のある事象の空間は簡単に列挙でき、結果の拡張的な定義 {男男, 男女, 女男, 女女} が提供できると仮定する。この表記では、最初の文字で年長の子を表し、子供の4つの組合せが可能であることを示している。次に、これらの結果の確率は等しいと仮定する。これは、p = 1/2⁠ のベルヌーイ過程である次のモデルを意味する。
1. 各子供は男か女のどちらかである。
2. 各子供が男である可能性と女である可能性が等しい。
3. 各子供の性別は他の子供の性別とは無関係である。

## 第1の質問
- ジョーンズには2人の子供がいる。上の子は女の子である。2人の子供が両方とも女の子である確率はどれだけか?

前述の仮定の下で、この問題では家族がランダムに選択される。この標本空間には、等確率で発生する事象が4つある。
| 年上の子 | 年下の子 |
| -------- | -------- |
| 女       | 女       |
| 女       | 男       |
| 男       | 女       |
| 男       | 男       |
これらの可能性のある事象のうち、質問で指定された基準を満たすのは 2つ（女女、女男）だけである。新しい標本空間 {女女, 女男} の2つの可能性はどちらも等しい確率であり、2つのうち 女女 だけに2人の女の子が含まれるので、下の子も女の子である確率は 1/2 である。

## 第2の質問
- スミスには子供が2人いる。そのうち少なくとも1人は男の子である。2人とも男の子である確率はどれだけか?

この質問は第1の質問と同じだが、年上の子が男の子であると指定する代わりに、少なくとも1人が男の子であると指定されている。
条件の指定が不十分であり、 ⁠1/3 と1/2 の2通りの答えることができる。問題文から確率を計算するための条件を洗い出す段階において、「標本{男男、男女、女男、女女}のうち女女が除外された」と捉えると1/3、「1人はそもそも計算対象から除外でき残る1人のみを検討すれば良い」と捉えると1/2となる。
1959年に出された質問に対する読者の批判に応えて、ガードナーは提供されていない情報がなければ回答は不可能であると述べた。グリンステッドとスネルは、ガードナーとほぼ同じように、この問題は曖昧であると主張している。彼らは、出題者の用意した1/3 という答えを出す過程が、上記の問題に対して妥当であるかどうかを判断するのは読者に任せている。

## 曖昧さの分析
この情報は両方の子供を見て少なくとも1人の男の子がいるかどうかを確認することで得られたものと仮定すると、条件は必要かつ十分である。上記の標本空間内の2人の子供がいる家族で等確率で発生する4つの事象のうち3つが、次の表に示すように条件を満たしている。
| 年上の子 | 年下の子 |
| -------- | -------- |
| 女       | 女       |
| 女       | 男       |
| 男       | 女       |
| 男       | 男       |
したがって、男の子を探す際に両方の子供が考慮されたと仮定すると、第2の質問の答えは ⁠1/3 である。ただし、最初に家族が選択され、次にその家族の1人の子供の性別についてランダムに正しい命題が出された場合、両方が考慮されたかどうかに関係なく、条件付き確率を計算する正しい方法は、その性別の子供を含むすべての場合を数えることではない。代わりに、各場合で命題が成立する確率だけを考慮する必要がある。したがって、「少なくとも1人の男の子」である事象を ALOB (At Least One Boy) で表し、「少なくとも1人の女の子」である事象を ALOG (At Least One Girl) で表すとすると、標本空間は次の表になる。
| 年上の子 | 年下の子 | P(この家族) | P(この家族が ALOB) | P(この家族が ALOG) | P(ALOB かつ この家族) | P(ALOG かつ この家族) |
| -------- | -------- | ----------- | ------------------ | ------------------ | --------------------- | --------------------- |
| 女       | 女       | 1/4         | 0                  | 1                  | 0                     | 1/4                   |
| 女       | 男       | 1/4         | 1/2                | 1/2                | 1/8                   | 1/8                   |
| 男       | 女       | 1/4         | 1/2                | 1/2                | 1/8                   | 1/8                   |
| 男       | 男       | 1/4         | 1                  | 0                  | 1/4                   | 0                     |
したがって、ランダムに事実を選んだときに少なくとも1人が男の子であれば、両方が男の子 (BB) である確率は{\displaystyle \mathrm {\frac {P(ALOB\;and\;BB)}{P(ALOB)}} ={\frac {\frac {1}{4}}{0+{\frac {1}{8}}+{\frac {1}{8}}+{\frac {1}{4}}}}={\frac {1}{2}}\,.}
このパラドックスは、「少なくとも1人は男の子である」という文がどのように生成されたかが不明な場合に発生する。想定される内容に基づいて、どちらの答えも正しい可能性がある。
しかし、年が上下の子供が「男女」または「女男」であることをそれぞれ BG と GB で表すと、「1/3」という答えは、P(ALOB|BG) = P(ALOB|GB) = 1 と仮定することによってだけ得られ、これは P(ALOG|BG) = P(ALOG|GB) = 0 を意味する。つまり、もう1人の子供がいても性別は決して言及されない。マークスとスミスは、「しかし、この極端な仮定は2人の子供の問題の提示には決して含まれていず、人々がそれを提示するときに念頭に置いているものではないことは確かである」と述べている。

## 生成過程のモデリング
曖昧さを分析する別の方法（第2の質問の場合）は、生成過程を明示的にすることである（全ての事象は独立している）。
- 次の過程で答えが導き出される（Observation は「観測」）。
 {\displaystyle \mathrm {P} (c_{1}=c_{2}=\mathrm {B} \,|\,\mathrm {Observation} )={\frac {1}{3}}} :
  - {B, G} から等確率で {\displaystyle c_{1}}を選ぶ。
  - {B, G} から等確率で {\displaystyle c_{2}} を選ぶ。
  - B がない場合は破棄する。
  - {\displaystyle c_{1}=\mathrm {B} \land c_{2}=\mathrm {B} }  かどうかを観測する。
- 次の過程で答えが導き出される。
 {\displaystyle \mathrm {P} (c_{1}=c_{2}=\mathrm {B} \,|\,\mathrm {Observation} )={\frac {1}{2}}} :
  - {B, G} から等確率で {\displaystyle c_{1}}を選ぶ。
  - {B, G} から等確率で {\displaystyle c_{2}} を選ぶ。
  - {1, 2} から添え字 {\displaystyle i} を等確率で選ぶ。
  - {\displaystyle c_{i}=\mathrm {B} } かどうかを観測する。

## ベイズ推定
古典的な確率の議論に従って、2人の子供が入っている大きな壷を考える。男の子か女の子のどちらかが生まれる確率は等しいと仮定する。識別可能な3つの場合は次のとおりになる。
1. 両方とも女の子 (GG) である – 確率 P(GG) = 1/4
2. 両方とも男の子 (BB) である – 確率 P(BB) = 1/4
3. 男女が1人ずつ (G・B) である – 確率 P(G・B) = 1/2

これらは事前確率である。
ここで、「少なくとも1人は男の子」= B という仮定を追加する。ベイズの定理を使用すると、
{\displaystyle \mathrm {P(BB\mid B)} =\mathrm {P(B\mid BB)\times {\frac {P(BB)}{P(B)}}} =1\times {\frac {\frac {1}{4}}{\frac {3}{4}}}={\frac {1}{3}}\,.}
ここで、条件付き確率 P(A|B) は「B が与えられた場合の A の確率」を意味する。P(B|BB) = 両方とも男の子の場合に少なくとも1人が男の子である確率 = 1。P(BB) = 両方とも男の子である確率 = 事前分布から 1/4。P(B) = 少なくとも1人が男の子である確率 (BB および G・B の場合) = 1/4 + 1/2 = 3/4 。
自然な仮定は確率 1/2 と思われるので、導出された値 1/3 は低く見えるものの、P(BB) の実際の「通常の」値は 1/4 なので、1/3 は実際には少し高いことに注意。
パラドックスは、2番目の仮定がいくぶん人為的であるので発生する。実際の状況で問題を説明すると、少し厄介なことになる。「少なくとも」1人が男の子だとどうやって分かるのだろうか。この問題の1つの説明では、窓を覗くと、1人の子供しか見えず、その子供が男の子であると述べられている。これは同じ仮定のように思える。ただし、これは分布を「サンプリング」すること（つまり、壺から1人の子供を取り出し、男の子であることを確認し、次に元に戻す）と同じである。「サンプルは男の子である」を命題 b と呼ぼう。すると、次のようになる。
{\displaystyle \mathrm {P(BB\mid b)} =\mathrm {P(b\mid BB)\times {\frac {P(BB)}{P(b)}}} =1\times {\frac {\frac {1}{4}}{\frac {1}{2}}}={\frac {1}{2}}\,.}
ここでの違いは P(b) である。これは、すべての可能な場合（つまり、「少なくとも」なし）から男の子が選ばれる確率に過ぎず、明らかに 1/2 である。
ベイズ分析は、50:50 の人口仮定を緩和する場合に簡単に一般化できる。人口に関する情報がない場合は、「一様な事前分布」つまり P(GG) = P(BB) = P(G・B) = 1/3 と仮定する。この場合、「少なくとも」仮定によって結果 P(BB|B) = 1/2 が生成され、サンプリング仮定によって P(BB|b) = 2/3 が生成される。この結果は継承の規則からも導き出せる。

## 質問の変種
ガードナーによるパラドックスの普及に続いて、このパラドックスは様々な形で提示され、議論されてきた。Bar-Hillel と Falk によって提示された最初の変種は、次のとおりである。
- スミスは2人の子供の父親である。私たちは、スミスが少年と道を歩いているのに出会い、スミスは誇らしげに自分の息子だと紹介した。スミスのもう1人の子供も男の子である確率はどれだけか?

Bar-Hillel と Falk はこの変形版を使用して、根底にある仮定を考慮することの重要性を強調している。直観的な答えは 1/2 であり、最も自然な仮定を立てると、これは正しい。しかし、「スミスがその男の子を自分の息子であると紹介する前には、彼が2人の男の子 BB の父親であるか、2人の女の子 GG の父親であるか、または出生順でそれぞれ1人ずつ、つまり BG または GB の父親であるかしか分からない。ここでも独立性と等確率を仮定すると、スミスが2人の男の子の父親である確率は 1/4 から始める。少なくとも1人の男の子がいることが判明すると、事象 GG は除外される。残りの 3 つの事象は等確率なので、BB の確率は 1/3 になる」と主張する人もいるかもしれない。
自然な仮定としては、スミスが同伴する子供を無作為に選んだということになる。もしそうなら、BB の組合せでは BG または GB のいずれかが散歩仲間が男の子になる確率の2倍になるので (組合せ GG は確率がゼロなので除外)、事象 BG と GB の和集合は事象 BB と等確率になり、もう1人の子も男の子である確率は 1/2 になる。しかし、Bar-Hillel と Falk は別のシナリオを提案している。彼らは、散歩仲間として必ず男の子が女の子より選ばれる習慣を想定している。このとき、男の子が散歩仲間になる組合せ BB、BG、GB は確率が等しいと想定されるので、もう1人の子供も男の子である確率は 1/3 である。
1991年に、マリリン・ヴォス・サヴァントは、ビーグル犬が「男の子か女の子か」というパラドックスの変種に答えてほしいという読者からの質問に答えた。1996年に、彼女は同じ質問を別の形で再度発表した。1991年と1996年の質問はそれぞれ次のとおりだった。
- 店主は、あなたに見せたい新しいビーグル犬の仔犬が2匹いると言っているが、オスかメスか、それともつがいかは分からない。あなたがオスだけ欲しいと言うと、店主は犬を風呂に入れている人に電話をかける。「少なくとも1匹はオスですか?」と店主は尋ね、「はい!」と店主は笑顔で答える。もう1匹がオスである確率はどれだけか?
- 2組の家族にそれぞれ2人の子供がいるとする。家族Aの子供の少なくとも1人は男の子であり、家族Bの上の子も男の子であることが分かっている。家族Aが2人の男の子をもつ確率が、家族Bが2人の男の子をもつ確率と等しくないのはなぜか説明できるか?

2番目の定式化に関して、ヴォス・サヴァントは、家族Aが2人の男の子をもつ可能性は約 1/3 であるのに対し、家族Bが2人の男の子をもつ可能性は約 1/2 であるという古典的な答えを出した。彼女の分析に疑問を呈した読者の反応に応えて、ヴォス・サヴァントは、少なくとも1人が男の子である2人の子供をもつ読者を対象に調査を実施した。17,946 件の回答のうち、35.9% が男の子が2人いると回答した。
ヴォス・サヴァントの記事は、2005年にカールトンとスタンスフィールドがアメリカ統計学者誌に掲載した記事で論じられた。著者らは質問の曖昧さの可能性については論じず、子供が男の子か女の子かの可能性は等しく、2番目の子供の性別は最初の子供の性別とは無関係であるという仮定のもと、数学的観点から彼女の答えは正しいと結論付けている。著者らは彼女の調査について、「少なくとも、元の質問で提示された「可能性」は似ているようで異なるものであり、最初の確率は 1/2 よりも 1/3 に確実に近いというヴォス・サヴァントの正しい主張を裏付けている」と述べている。
カールトンとスタンスフィールドは、男の子か女の子かというパラドックスの一般的な仮定について議論を続けている。彼らは、実際には男の子が女の子よりも生まれる可能性が高く、2番目の子供の性別は最初の子供の性別とは無関係ではないことを示している。著者らは、質問の仮定は観測に反しているものの、このパラドックスは「条件付き確率の最も興味深い応用例の1つを示している」ので、依然として教育的価値があると結論付けている。もちろん、実際の確率の値は重要ではない。パラドックスの目的は、実際の出生率ではなく、一見矛盾しているように見える論理を示すことである。

## 子供に関する情報
スミスには子供が2人いて、そのうちの1人は男の子であり、その男の子は火曜日に生まれたと伝えられたとする。これによって、これまでの分析は変わるか?　答えは再び、この情報がどのように提示されたか、つまりどのような選択過程でこの知識が生み出されたかによって異なる。
この問題の伝統に従い、2人の子供がいる家庭では、2人の子供の性別は互いに独立していて、男の子か女の子になる可能性は等しく、各子供の誕生日は他の子供とは独立していると仮定する。特定の曜日に生まれる確率は 1/7 である。
ベイズの定理によれば、火曜日 (T) に男の子が1人生まれた場合、男の子が2人生まれる確率は次式で表される。
{\displaystyle \mathrm {P(BB\mid B_{T})={\frac {P(B_{T}\mid BB)\times P(BB)}{P(B_{T})}}} }
火曜日に生まれる確率が ε = 1/7 であると仮定する。これは一般解に到達した後で設定する。分子の2番目の因子は単に 1/4 であり、男の子が2人生まれる確率である。分子の最初の項は、家族に男の子が2人いる場合に、火曜日に少なくとも1人の男の子が生まれる確率、つまり 1 − (1 − ε)2 (火曜日に男の子が2人生まれない確率を1から引いた値) である。分母は、次のように分解する。
P(BT) = P(BT | BB)P(BB) + P(BT | BG)P(BG) + P(BT | GB)P(GB) + P(BT | GG)P(GG)
各項は確率 1/4 で重み付けされている。最初の項は前のコメントで既に分かっていて、最後の項は 0 (男の子はいない) である。
P(BT | BG)

および 
P(BT | GB)

が ε の場合、男の子は1人しかいないので、火曜日に生まれる確率は ε である。したがって、完全な式は次行になる。
{\displaystyle \mathrm {P(BB\mid B_{T})} ={\frac {\left(1-(1-\varepsilon )^{2}\right)\times {\frac {1}{4}}}{0+{\frac {1}{4}}\varepsilon +{\frac {1}{4}}\varepsilon +{\frac {1}{4}}\left(\varepsilon +\varepsilon -\varepsilon ^{2}\right)}}={\frac {1-(1-\varepsilon )^{2}}{4\varepsilon -\varepsilon ^{2}}}}
{\displaystyle \varepsilon >0} のとき、これは次式に簡約される。
{\displaystyle \mathrm {P(BB\mid B_{T})} ={\frac {2-\varepsilon }{4-\varepsilon }}}
ε が 1/7 に設定されると、確率は 13/27 つまり約 0.48 になる。実際、ε が 0 に近づくと、合計確率は 1/2 になる。これは、1人の子がサンプリングされ (例えば、年上の子が男の子)、可能性のある子供の集合から除外された場合に予想される答えである。言い換えると、男の子についての詳細（例えば、1月1日生まれ）がどんどん与えられると、もう1人の子が女の子である確率は 1/2 に近づく。
まったく無関係な情報が導入されたようだが、もう1人の子の性別の確率は以前とは劇的に変化した（男の子が火曜日に生まれたことが分かっていなかったとき、もう1人の子が女の子である確率は 2/3 だった）。
なぜそうなるのかを理解するために、マリリン・ヴォス・サヴァントの読者アンケートで、その家族の男の子が何曜日に生まれたかを尋ねたと想像しよう。マリリンがデータの集合全体を男の子が生まれた曜日ごとに1組ずつの7組のグループに分割したとすると、男の子が2人いる7家族のうち6家族が2つのグループ（男の子1が生まれた曜日のグループと、男の子2が生まれた曜日のグループ）にカウントされ、どのグループでも男の子どうしの組合せの確率が2倍になる。
しかし、火曜日に少なくとも1人の男の子が生まれた家族が、そのような家族をランダムに1つ選択することによって生成されたというのは、本当にもっともらしいことだろうか。次のシナリオを想像するのがはるかに簡単である。
- スミスには子供が2人いることが分かっている。私たちが彼の家のドアをノックすると、男の子がやって来てドアを開ける。私たちはその男の子に何曜日に生まれたのかを尋ねる。

2人の子供のうちどちらがドアを開けるかは偶然に決まると仮定する。その場合の過程は、(1) 2人の子供がいるすべての家族から1つの家族を無作為に選び、(2) 2人の子供のうち1人を無作為に選び、(3) それが男の子かどうかを確認し、生まれた曜日を尋ねる。もう1人の子が女の子である確率は 1/2 である。これは、(1) 火曜日に生まれた2人の子供（少なくとも1人は男の子）がいる全ての家族から1つの家族を無作為に選ぶ過程とは非常に異なる。家族が男の子と女の子で構成される確率は 14/27 つまり約 0.52 である。
この男の子と女の子の問題の変種は、多くのインターネットブログで議論されており、ルマ・フォークの論文の主題にもなっている。この話の教訓は、これらの確率は既知の情報だけでなく、その情報がどのように得られたかによっても決まるということである。

## 心理学的な考察
統計分析の立場からすると、関連する質問は曖昧であることが多く、したがって「正しい」答えはない。しかし、これは男の子と女の子のパラドックスの全てを網羅しない。なぜなら、直観的な確率がどのように導き出されるかを説明するのは必ずしも曖昧さではないからである。ヴォス・サヴァントなどの調査では、大多数の人がガードナーの問題を理解しており、一貫性があれば確率 1/3 の答えにたどり着くとしているが、圧倒的多数の人が直観的に確率 1/2 の答えにたどり着くことが示されている。曖昧さにもかかわらず、これは人間がどのように確率を推定するかを理解しようとする心理学者の関心事となっている。
フォックスとレヴァフ（2004）は、この問題（ガードナーに由来する「スミス氏の問題」と呼ばれるが、ガードナーの版と完全に同じ表現ではない）を使用して、人々が条件付き確率を推定する方法の理論をテストした。この研究では、参加者にパラドックスが2つの方法で提示された。
- スミス氏はこう言っています。「私には子供が 2 人いて、そのうち少なくとも1人は男の子です。」この情報を考慮すると、もう1人の子が男の子である確率はどれだけでしょうか?
- スミス氏はこう言っています。「私には2人の子供がいますが、女の子2人ではありません。」この情報を考慮すると、2人とも男の子である確率はどれだけでしょうか?

著者らは、最初の定式化では「もう1人の子」の結果が2通りあるという誤った印象を読者に与えるとしている。一方、2番目の定式化では結果が4通りあり、そのうち1通りが却下されているという印象を読者に与える（結果として、両方の子供が男の子である確率は 1/3 となる。残りの可能な結果は3通りあり、そのうち両方の子供が男の子である可能性は1つだけである）としている。この研究によると、最初の定式化では参加者の 85% が 1/2 と解答したのに対し、2番目の定式化では 39% だけがそう解答した。著者らは、人々がそれぞれの質問に対して異なる解答をする理由は（モンティ・ホール問題やベルトランのパラドックスなど、他の同様の問題と同様に）、可能性のある結果の数を適切に定義できない単純なヒューリスティックスを使用しているからであると主張した。